# Rifugio Rino Olmo
Il rifugio Rino Olmo è un rifugio situato nel comune di Castione della Presolana (BG), in alta val Seriana, nelle Prealpi Orobiche, a 1819 m s.l.m.

## Storia
Il rifugio è stato ricavato dalla ristrutturazione di una baita, ed è stato inaugurato il 29 settembre 1991. Della ristrutturazione e della gestione si è occupata la sede CAI di Clusone, che lo ha dedicato alla figura di Rino Olmo, alpinista che figura tra i fondatori sia della locale sezione alpinistica che del soccorso alpino.

## Caratteristiche e informazioni
Il rifugio è collocato ad un'altezza di 1.819 m s.l.m., in una conca posta poco più a valle dei passi Olone e Pozzera, piccoli valichi che mettono in comunicazione la Valzurio (nel comune di Oltressenda Alta) con il versante orografico di Castione della Presolana e la valle dei Mulini. Dal rifugio si può godere di una visuale sulla parete sud della Presolana, massiccio di origine dolomitica che svetta sull'intera zona.

## Accessi
Al rifugio si può accedere da:
- Clusone: alle spalle della locale basilica imboccare il sentiero contrassegnato con segnavia numero 317. Questo raggiunge il colle Blum, la cima Parè e la baita di Campo. Si prosegue quindi lungo la traccia 327 che reca al passo di Olone, da cui in breve si scende al rifugio.
- Rusio, frazione di Castione della Presolana: si parte dalla Trattoria dei Mulini, posta nell'omonima piccola valle, seguendo il sentiero 317. Si arriva prima alla baita Pozzetto, poi alla baita di Campo, ed infine al passo Olone, posto poco a monte del rifugio.
- Donico, presso il passo della Presolana: si prende il segnavia 315 che offre due alternative. La prima, verso destra, permette di toccare la baita Cassinelli e la grotta dei Pagani; la seconda piega verso sinistra confluendo nel sentiero 319, che arriva al colle Presolana, poi all'omonima baita ed infine, tramite la traccia 318, al passo di Pozzera da cui in pochi minuti si giunge al rifugio.
- Villa d'Ogna e Valzurio, frazione di Oltressenda Alta: si imbocca la strada carrozzabile che da Villa d'Ogna sale verso Nasolino e Valzurio. Qui è consigliabile lasciare l'auto, anche se nei periodi estivi è possibile acquistare il pass per salire lungo la carrozzabile (non asfaltata) fino alla località Moschel, posta ad un'altezza di circa 1.250 m.s.l.m. Da qui seguire il sentiero 320 che si arrampica fino a raggiungere il rifugio.

## Ascensioni
La principale ascensione è la via normale che sale fino alla vetta della Presolana Occidentale, la cima più alta del massiccio. Numerose sono le opzioni alternative, che comprendono anche tratti con elevati gradi di difficoltà alpinistica. Vi sono inoltre la cima di Bares (1.974 m.s.l.m.), il pizzo Olone (1.983 m). e la cresta di Valzurio (2.011 m).

## Escursioni
Molte sono le escursioni che si possono compiere utilizzando il rifugio come base d'appoggio. Su tutti vi è periplo della Presolana, completato pochi anni fa dalla sezione del Cai di Clusone. Si tratta di un sentiero piuttosto impegnativo, ma molto suggestivo, in quanto permette la visione di panorami sulle valli contigue mozzafiato. Partendo dall'Olmo, si scende in Valzurio per poi giungere in Val di Scalve attraverso il passo di Scagnello (2076 m). Dal passo il tragitto porta con leggera discesa al rifugio Albani. Decisamente più impegnativo la seconda parte del percorso: si passa attraverso una via ferrata che giunge prima al passo della Porta (2215 m) e poi al monte Visolo; una volta raggiunto il versante sud nella valle dell'Ombra, si scalano prima il passo di Pozzera (2126m) e poi il passo degli Agnelli (1940 m) prima di tornare nuovamente al rifugio Olmo.
Altri itinerari consigliati conducono alle baite del Moschel, poste più a valle sul versante della Valzurio, al Rifugio Albani, al passo di Pozzera (2197 m), al bivacco Clusone (2050 m), alla Cappella Savina (2085 m), al rifugio Malga Cassinelli, alla grotta dei Pagani ed alla Malga Presolana (1538 m).